# 分布図

ジョン・スノウ (医師)が1854年にまとめた、ブロード・ストリートのコレラの大発生における死者発生地の分布図

分布図（ぶんぷず、英: distribution map）とは、地理的事象の分布を表す地図のことで、主題図の一種である。
分布図は地理的事象の位置や数量、分散の様子などをしめす。地理的事象の空間的な分布を考察対象とする地理学において、分布図は地理的事象の地域的な差異を把握したり、また他者へ教えたりするときに限らず、地域差の要因を考察するうえでも有用な道具である。